# Old Generations
oGs는 대한민국의 스타크래프트 II 프로게임단이었다.

## 역사
2010년 5월 1일 전 프로게이머 황규훈이 전 스타크래프트 출신 프로게이머들을 주축으로 oGs팀을 창단하였다. 주로 글로벌 스타크래프트 II 리그에 참여하는 팀리퀴드출신 해외 선수들과 함께 합숙하며 교류하였다. 창단한 지 정확히 2년만인 2012년 5월 15일 해체되었다.

## 역대 대회 최고 성적

### 개인
- 2010년
  - TG삼보-인텔 스타크래프트 II OPEN Season 1 4강 (김상철)
  - 소니 에릭슨 스타크래프트 II OPEN Season 2 8강 (이윤열, 최정민)
  - 소니 에릭슨 스타크래프트 II OPEN Season 3 우승 (장민철)
- 2011년
  - 2011년 2세대 인텔® 코어™ GSL Mar. Code S 우승 (장민철)
  - 2011년 LG 시네마 3D GSL May. Code S 준우승 (송준혁)
  - 2011년 PEPSI GSL Aug. Code S 준우승 (김정훈)

### 단체
- 2012년 IPL Team Arena Challenge 2 3위

## 주요 종목
- 스타크래프트 II: 자유의 날개

## 같이 보기
- 글로벌 스타크래프트 II 리그
- 스타크래프트 II 협의회